# Franck Perque

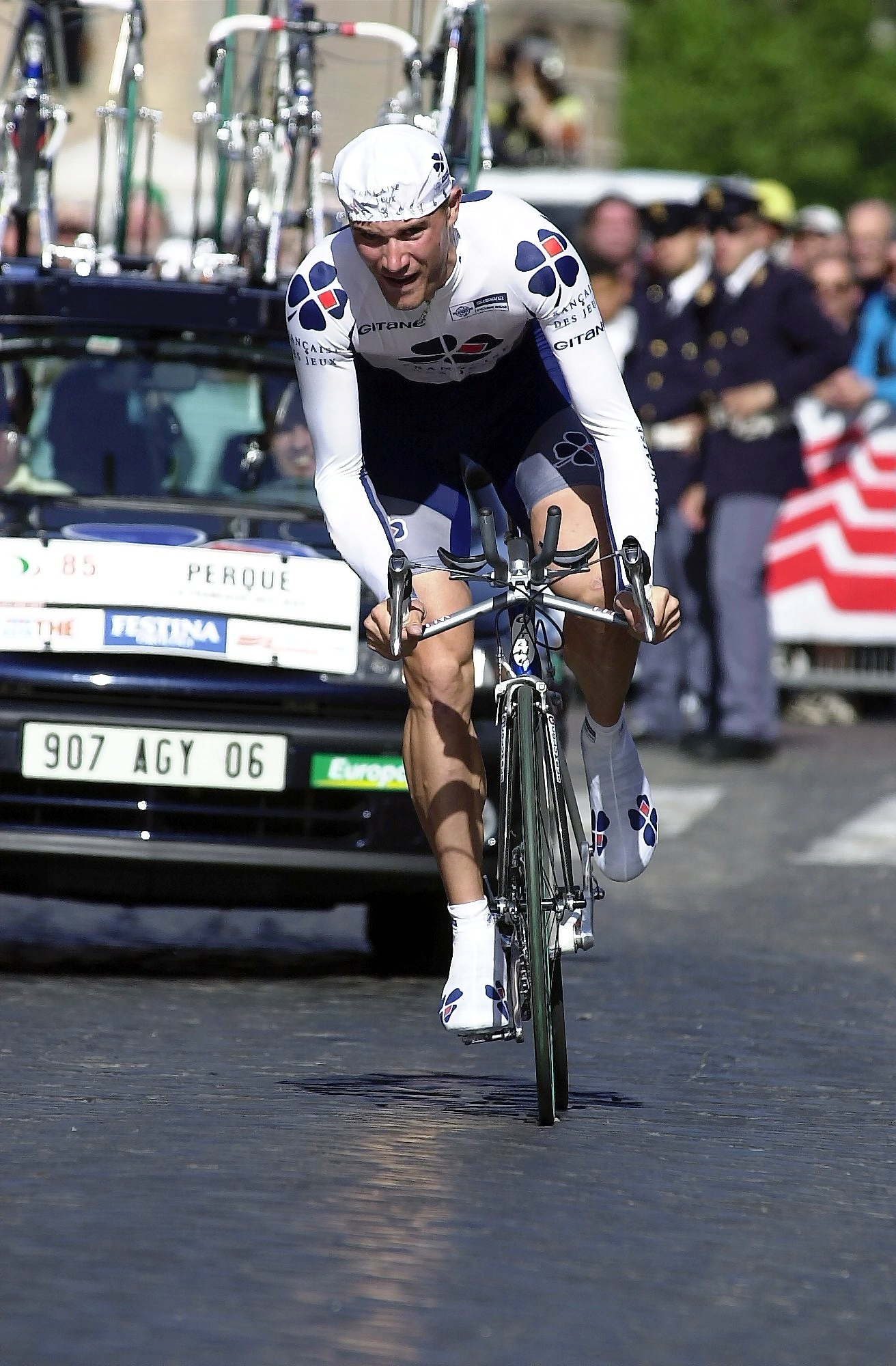
Franck Perque, 2011

Franck Perque (* 30. November 1974 in Amiens) ist ein französischer Radrennfahrer, der hauptsächlich auf der Bahn erfolgreich war.
Seine erste Medaille bei UCI-Bahn-Weltmeisterschaften gewann Franck Perque 1997 mit dem dritten Platz in der Mannschaftsverfolgung, gemeinsam mit Jérôme Neuville, Philippe Ermenault und Carlos Da Cruz. Im Jahr darauf unterschrieb er einen Vertrag bei dem Straßenradsport-Team Française des Jeux, für das er eine Etappe bei der Tour de Normandie für sich entschied. 2002 wurde Perque zum ersten Mal mit Jérôme Neuville Weltmeister im Madison. 2003 gewann er seine zweite Bronzemedaille in der Mannschaftsverfolgung (mit Fabien Merciris, Jérôme Neuville und Fabien Sanchez), und 2004 wurde er Weltmeister im Punktefahren. 2006 wurde er zum zweiten Mal französischer Meister in dieser Disziplin.

## Erfolge – Bahn
2000
- Französischer Meister – Punktefahren

2002
- Weltmeister – Madison (mit Jérôme Neuville)

2004
- Weltmeister – Punktefahren

2006
- Französischer Meister – Punktefahren

## Erfolge – Straße
1998
- eine Etappe Tour de Normandie

2006
- Gesamtwertung Ronde de l’Oise

## Teams
- 1998–2002 Française des Jeux